# Vulcanodontidae
Vulcanodontidae es una familia de dinosaurios saurópodos característicos del Jurásico temprano. Los miembros de esta familia poseen dimensiones medianas, y son considerados como los primeros representantes de los saurópodos, los dinosaurios saurisquios de largos cuellos y cola. 

## Clasificación
Debido a sus primitivos rasgos, el primer ejemplar descubierto, Vulcanodon, del Jurásico inferior del actual Zimbawe, fue clasificado en un primer momento como prosaurópodo. 

### Definición
Allain (2004) define a esta familia como "todos los saurópodos más cercanos a Vulcanodon que a los eusaurópodos".